# 賈尚志
賈尚志（？—？），字士事，號備吾，河南南陽府南陽縣人，民籍，明朝政治人物。

## 生平
萬曆十年（1582年）壬午科河南鄉試第六十八名。萬曆十一年，登進士第三甲第二百三十七名。大理寺觀政，本年养病，次年授官直隸元氏縣知縣。十七年升南户部主事，十八年告病。

## 家族
曾祖父賈洪；祖父賈祿；父親賈鎮。母張氏。具慶下。弟尚友。